# بيترو غوتسي
بيترو غوتسي (بالإيطالية: Simone Gozzi)‏ هو لاعب كرة قدم إيطالي في مركزي الدفاع، ولد في 13 أبريل 1986 في ريدجو إميليا في إيطاليا. لعب مع نادي ألساندريا ونادي برو فيرتشيلي ونادي ريجيانا 1919 ونادي كالياري ونادي مودينا.

## وصلات خارجية
- بيترو غوتسي على موقع قاعدة بيانات كرة القدم.إي يو (الإنجليزية)
- بيترو غوتسي على موقع Soccerway.com (الإنجليزية)
- بيترو غوتسي على موقع عالم كرة القدم.نت (الإنجليزية)